# Nérée Beauchemin
Pour les articles homonymes, voir Beauchemin.
Œuvres principales
- Les Floraisons matutinales
- Patrie intime

Charles-Nérée Beauchemin, né le 20 février 1850 et mort le 29 juin 1931, est un écrivain et médecin québécois.

## Biographie
Charles-Nérée Beauchemin naît le 20 février 1850 à Yamachiche, au Québec. Fils de Hyacinthe Beauchemin, un médecin, et d'Elzire Richer-Laflèche, il est lié, du côté de sa mère, à Louis-François Laflèche, le 2e évêque de Trois-Rivières, à sir Lomer Gouin, ancien Premier Ministre de la province de Québec et à l'ancien gouverneur de l'État de Rhode Island, Aram Pothier.
Il poursuit ses études au Séminaire de Nicolet de 1863 à 1870 et à l'Université Laval de 1870 à 1874. Dans le premier cas, pour suivre des études classiques, dans le deuxième, pour suivre des études médicales comme son père.
Après avoir reçu son diplôme, il s'établit à Yamachiche, où il passe le restant de sa vie. Là, il publie ses vers dans les journaux et les revues du temps et commence sa carrière en écriture. Il publie son premier poème, Les Petits Pèlerins dans L'Opinion publique du 21 novembre 1871. Il publie ensuite durant 20 ans des poèmes dans La Patrie.
Son confident, l'Abbé Albert Tessier, le persuade de publier ses poèmes inédits en un deuxième recueil. En 1928, Nérée Beauchemin publie Patrie intime,.
Il reçoit plusieurs diplômes. En 1888, il reçoit, de la part de la Société Royale du Canada, un diplôme d'honneur, et un diplôme de maîtrise en 1928 dans les jeux florimontains. Au 11 novembre 1928, il reçoit le Grand Prix d'apostolat laïque par la poésie et un doctorat dans les lettres de Laval. Il accepte, le 13 septembre 1930, la médaille de l'Académie française.
Il meurt à Yamachiche le 29 juin 1931 à 81 ans.

## Hommage posthume
Le 22 octobre 1950, la Société Royale et l'Académie canadienne-française (aujourd'hui l'Académie des lettres du Québec) se font représenter aux cérémonies d'hommage de Yamachiche, où les villageois célèbrent le 100e anniversaire du poète. La même année, avec une étude-préface de Clément Marchand, Choix de poésies de Nérée Beauchemin se fait publier posthumément. Au 4 janvier 1952, Yamachiche rend un dernier hommage au poète en se donnant une rue Nérée Beauchemin. Trois-Rivières accomplit le même hommage en mémoire de Beauchemin.
La rue Nérée-Beauchemin a été nommée en son honneur, en 1949, dans l'ancienne ville de Sillery, maintenant présente dans la ville de Québec.
Aujourd'hui, il est considéré comme un des premiers écrivains du terroir.

## Vie personnelle

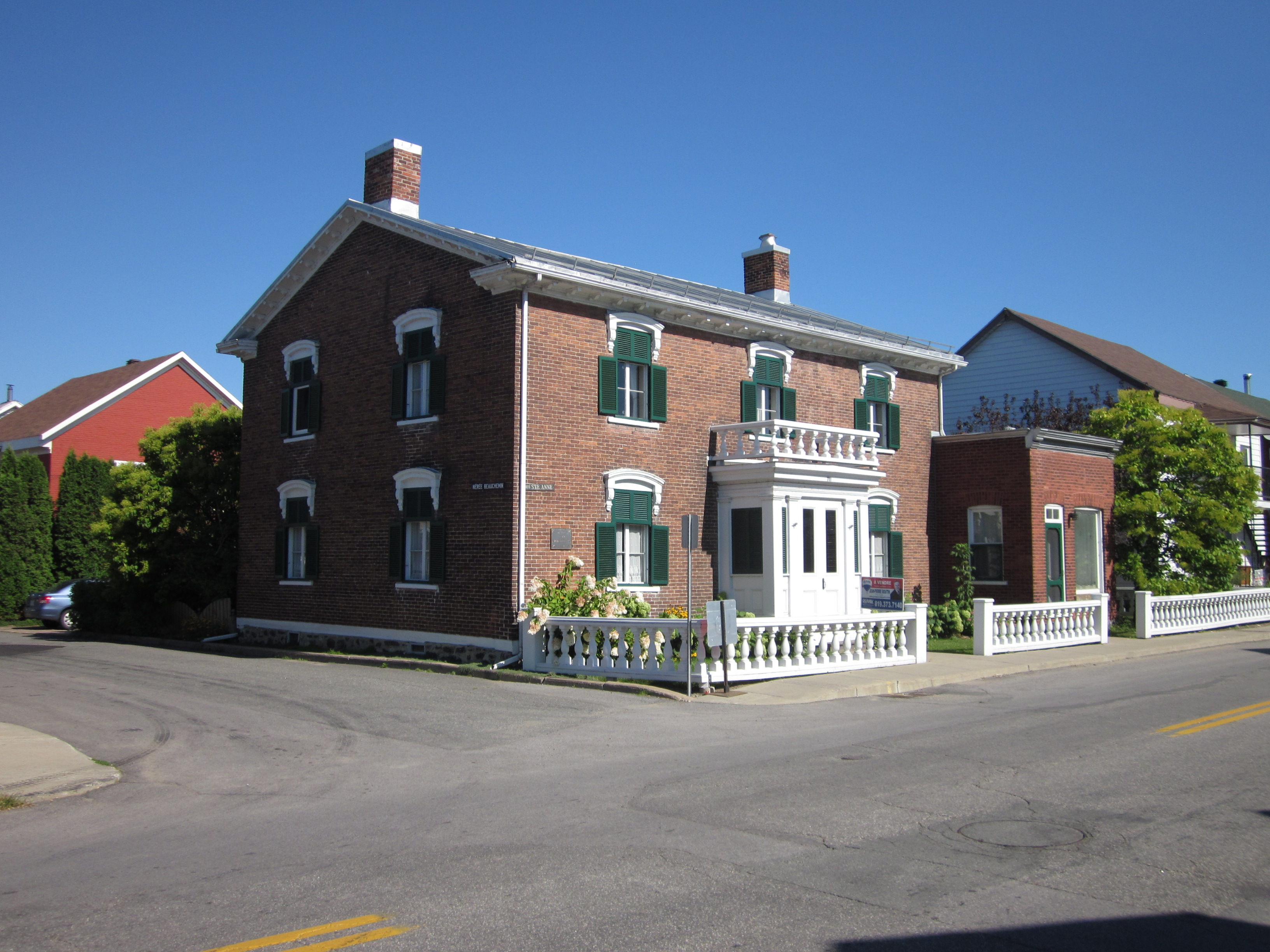
La maison Nérée-Beauchemin, qu'il habite de 1878 à 1931.

En 1878, il se marie à l'âge de 28 ans avec Anna Lacerte, fille d'un ancien député du comté de Saint-Maurice. Ils auront 5 garçons et 5 filles.[réf. nécessaire] Il hérite de la maison Nérée-Beauchemin à la suite de la mort de son père en 1878. Il occupera cette maison jusqu'à sa mort. La maison a été classée en 1978.